# André Even
Pour les articles homonymes, voir Even et André Even (homonymie).
André Even, né le 14 janvier 1926 à Pont-l'Évêque et mort le 10 octobre 2009 dans la même ville, est un joueur de basket-ball français.

## Biographie
Il est le frère ainé de Pierre Even, coureur cycliste sur piste.
André Even évolue sous les couleurs de l'US Pont-l'Évêque de 1941 à 1958. Il porte ensuite le maillot de l'A.S. Cabourg, puis  celui du Caen B.C..
Il joue pour l'équipe de France de 1948 à 1949, remportant la médaille d'argent aux Jeux olympiques d'été à Londres.
En 1973, il n'avait pas toujours récupéré le métal de sa médaille olympique qui lui avait été précédemment dérobée.

## Palmarès
Équipe de France
- 6 sélections entre 1948 et 1949
- Jeux olympiques d'été
  -  médaille d'argent aux Jeux olympiques 1948 à Londres